# Leština u Světlé
Leština u Světlé település Csehországban, a Havlíčkův Brod-i járásban. Leština u Světlé Sázavka, Ovesná Lhota, Kynice, Nová Ves u Leštiny, Číhošť, Chrtníč és Zbýšov településekkel határos. Lakosainak száma 547 fő (2024. január 1.).

## Népesség
A település lakosságának változását az alábbi diagram mutatja:
| Lakosok száma | 1158 | 1094 | 961  | 800  | 694  | 636  | 581  | 583  | 542  | 547  |
|               | 1869 | 1890 | 1921 | 1950 | 1980 | 2001 | 2017 | 2019 | 2022 | 2024 |